# KV2
(Ostrakon in lingua ieratica)

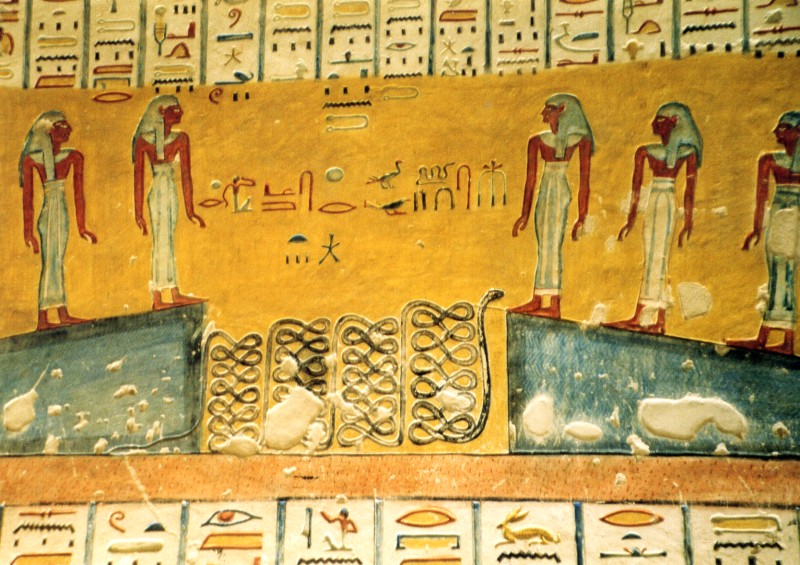
Decorazioni parietali della KV2

KV2 (Kings' Valley 2) è la sigla che identifica una delle tombe della Valle dei Re in Egitto; era la sepoltura del faraone Ramses IV (XX dinastia).

## Storia
La tomba, preservata da infiltrazioni di acqua piovana e pertanto in buone condizioni, doveva essere ben nota dall'antichità come dimostra l'elevato numero di graffiti, specie di epoca greco-romana, che si possono rilevare sulle sue pareti (oltre 600).
Non risultano registrazioni relative al suo svuotamento e l'unica notizia documentata risale a John Gardner Wilkinson, che la visitò nel 1825-1828, che rilevò la presenza di non meglio precisati corpi in un recesso, vicino alla camera funeraria, indicati come probabilmente appartenenti al Terzo periodo intermedio dell'Egitto.
Lavori di svuotamento, sia pure parziale, vennero successivamente eseguiti da Edward Russell Ayrton, nel 1905-1906, e da Howard Carter, nel 1920; entrambi gli archeologi repertarono gran quantità di suppellettili funerarie: ostraka, ushabti, frammenti di faïence, di legno e di vasellame, alcuni recanti il nome di Ramses II, evidentemente utilizzati, in antico, come rudimentali attrezzi per lo scavo.

## Architettura

Papiro con la pianta della tomba di Ramesse IV. Museo Egizio, Torino, Cat. 1885.

Sotto il profilo architettonico la tomba si presenta con la classica struttura delle tombe della XX dinastia, ovvero con tutti i locali disposti lungo un unico asse per uno sviluppo di circa m 90. Dalla camera funeraria, tuttavia, si diparte un breve corridoio che fa supporre che il disegno originale prevedesse una tomba molto più lunga e che, per motivi non noti, forse la morte prematura del re titolare, venne ultimata trasformando quella che originariamente doveva essere l’anticamera, nella camera funeraria vera e propria. Di questa tomba esistono due planimetrie coeve alla sua realizzazione: un ostrakon oggi al Museo del Cairo, mentre la più famosa e completa, si trova oggi al Museo Egizio di Torino.
Il sarcofago, a forma di cartiglio, è il più grande e pesante della Valle con i suoi quasi 4 m di lunghezza e 3 di altezza.
La mummia del sovrano fu ritrovata, come molte altre, nella tomba di Amenhotep II (KV35) ove era stata trasferita, come rilevabile da un graffito dello scriba Penuamon: nell’anno sedicesimo di Smendes, 4 peret, giorno 11.

## Decorazione
La decorazione della KV2 è pressoché intatta: il primo dei passaggi contiene le Litanie di Ra e, per la prima volta nota, una parte del Libro delle Caverne; l’anticamera presenta capitoli del Libro dei morti e la camera funeraria testi di varia provenienza, sulle pareti dal Libro dell’Amduat, dal Libro delle Porte e sul soffitto dal Libri dei Cieli. I locali oltre il sarcofago sono decorati con scene dal Libro delle Caverne e da oggetti che dovevano essere stati qui depositati durante il rito funerario.

### Approfondimenti
1. ↑  Le tombe vennero classificate nel 1827, dalla numero 1 alla 22, da John Gardner Wilkinson in ordine geografico. Dalla numero 23 la numerazione segue l’ordine di scoperta.
2. ↑  La planimetria, comunque realizzata a lavori ultimati, è in scala 1:28 e rappresenta con esattezza anche i quattro sarcofagi che racchiudevano il corpo del re. Molte parti della planimetria recano l’indicazione della destinazione dei singoli locali e le relative misure in caratteri ieratici.
3. ↑  Peret è la seconda stagione dell’anno egizio, quella dell’emersione della terra dopo l’inondazione, corrispondente al periodo 27 dicembre-25 aprile. Le altre due stagioni erano Akhet (inondazione dal 29 agosto al 26 dicembre) e Shemu (raccolto dal 26 aprile al 28 agosto.

### Fonti
1. ↑  vedi: informazioni turistiche
2. 1 2 3 4  Reeves e Wilkinson (2000), p. 162.
3. ↑  Reeves e Wilkinson (2000), pp. 51 e 162.
4. 1 2  Reeves e Wilkinson (2000), p. 163.
5. 1 2  Reeves e Wilkinson (2000), p. 27.